# Покровское сельское поселение (Ярковский район)
Покровское се́льское поселе́ние — муниципальное образование в Ярковском районе Тюменской области Российской Федерации.
Административный центр — село Покровское.

## История
Статус и границы сельского поселения установлены Законом Тюменской области от 5 ноября 2004 года № 263 «Об установлении границ муниципальных образований Тюменской области и наделении их статусом муниципального района, городского округа и сельского поселения».

## Население
| 2010  | 2011  | 2012  | 2013  | 2014  | 2015  | 2016  | 2017  | 2018  |
| ----- | ----- | ----- | ----- | ----- | ----- | ----- | ----- | ----- |
| 1737  | ↗1738 | ↘1733 | ↘1731 | ↗1789 | ↗1809 | ↗1819 | →1819 | ↘1813 |
| 2019  | 2020  | 2021  |       |       |       |       |       |       |
| →1813 | ↘1778 | ↗1801 |       |       |       |       |       |       |

## Состав сельского поселения
| № | Населённый пункт | Тип населённого пункта       | Население |
| - | ---------------- | ---------------------------- | --------- |
| 1 | Дулепина         | деревня                      | 31        |
| 2 | Никитина         | деревня                      | 182       |
| 3 | Покровское       | село, административный центр | ↗1528     |

## Транспорт
Федеральная трасса "Тюмень - Ханты-Мансийск" делит территорию Покровской сельской администрации на две почти равные части. Получается, что одна часть земель расположена по правой стороне дороги, а другая по левой. Река Тура тоже делит земли на две части и многие земли находятся на ее правом берегу: так называемые заречные земли.